# Le Gué-de-la-Chaîne
Le Gué-de-la-Chaîne ist eine Ortschaft und eine Commune déléguée in der französischen Gemeinde Belforêt-en-Perche mit 676 Einwohnern (Stand: 1. Januar 2022) im Département Orne in der Region Normandie.
Mit Wirkung vom 1. Januar 2017 wurden bisherigen Gemeinden Le Gué-de-la-Chaîne, Eperrais, Origny-le-Butin, La Perrière, Saint-Ouen-de-la-Cour und Sérigny zu einer Commune nouvelle mit dem Namen Belforêt-en-Perche zusammengeschlossen und haben in der neuen Gemeinde den Status einer Commune déléguée. Der Verwaltungssitz befindet sich im Ort Le Gué-de-la-Chaîne. Die Gemeinde Le Gué-de-la-Chaîne gehörte zum Arrondissement Mortagne-au-Perche und zum Kanton Ceton.

## Lage
Nachbarorte sind La Perrière im Nordwesten, Bellavilliers im Norden, Eperrais im Nordosten, Saint-Martin-du-Vieux-Bellême im Südosten, Igé im Süden, Vaunoire im Südwesten und Origny-le-Butin im Westen.

## Bevölkerungsentwicklung
| Jahr      | 1962 | 1968 | 1975 | 1982 | 1990 | 1999 | 2008 | 2015 |
| --------- | ---- | ---- | ---- | ---- | ---- | ---- | ---- | ---- |
| Einwohner | 575  | 630  | 781  | 818  | 738  | 696  | 762  | 757  |

## Sehenswürdigkeiten

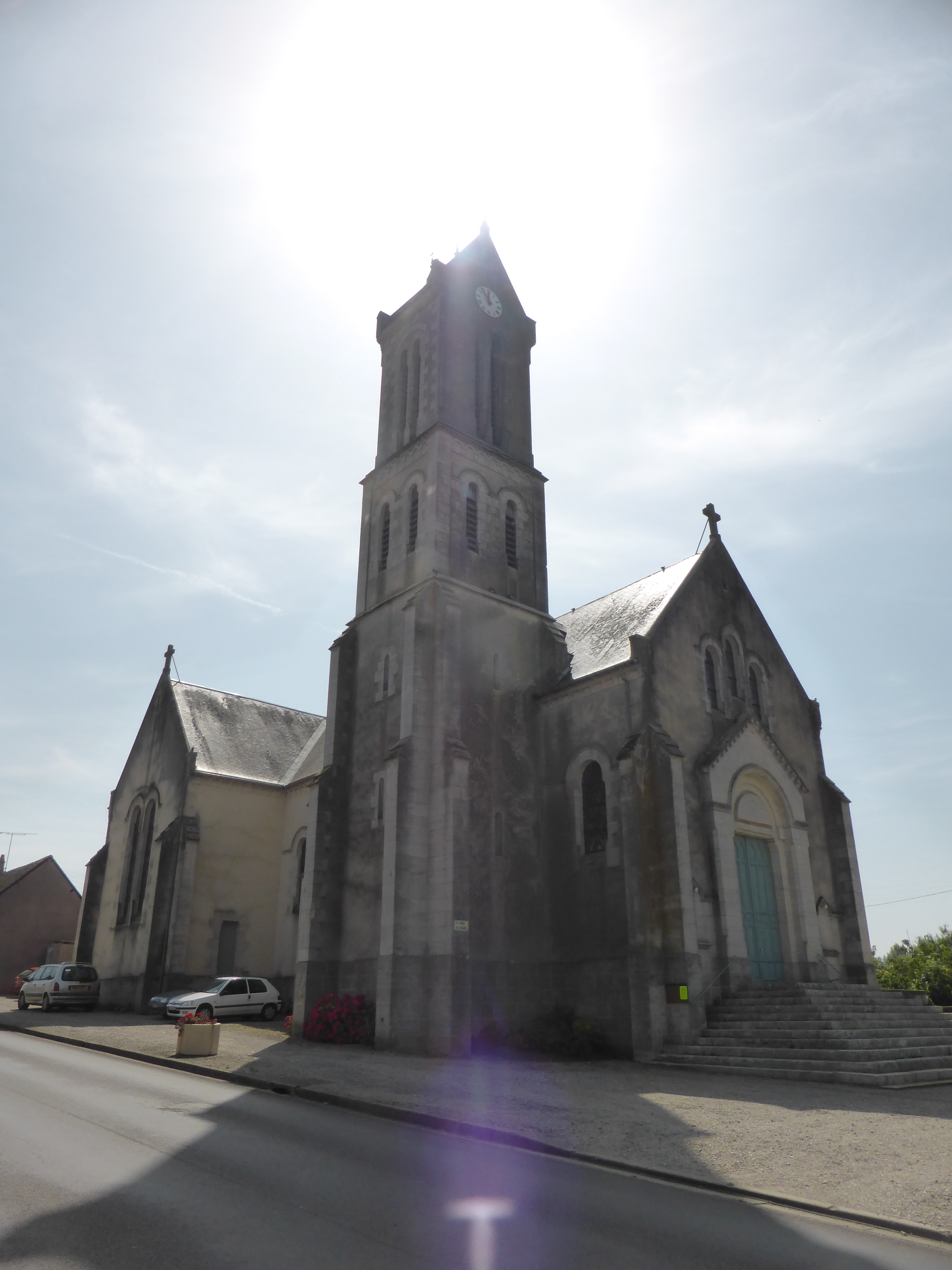
Kirche Saint-Latuin

- Kirche Saint-Latuin